# Баязид I
Баязид I (на османски турски: بايزيد الأول), по прозвище Йълдъръм (на османски турски: ییلدیرم, „Светкавица“), е султан, управлявал от 15 юни 1389 до 28 юли 1402 година. По време на неговото царуване османската държава се разширява значително и според някои оценки територията ѝ нараства 50 пъти спрямо земите на османския бейлик по време на Осман I.

## Ранни години
Султан Баязид Йълдъръм е роден през 1354 година и е син на султан Мурад I и византийката Гюлчичек хатун. Според официалните османски хроники, още по време на битката на Косово поле през 1389 година, когато е убит султан Мурад I, Баязид (тогава 35-годишен) екзекутира своя брат Якуб и поема властта без особени сътресения, но косвени данни говорят за възможни междуособици, продължили няколко месеца.
Той е женен за Оливера Лазаревич (Деспина Оливера).

## Управление

### Първи успехи в Анадола
Още в края на 1389 година Баязид предприема поход срещу турските бейлици в западната част на Мала Азия, които все още запазват независимостта си. Заедно със своя васал, владетелят на Кастамону Сюлейман, той подчинява Сарухан и Айдън. След това той си връща завзетия от Караман Бейшехир и поставя под свой контрол бейлика Ментеше.
Първите успехи на Баязид в Анадола се оказват нетрайни. Още през 1390 година владетелят на Кастамону преминава на страната на Караман и през следващото лято Баязид потегля на поход срещу него, в който се включват и войски на император Мануил II Палеолог. Военните действия са успешни и Сюлейман скоро е убит, но владетелят на Караман Бурханеддин започва да събира войски за ответни действия. С голяма армия, включваща турци от различни бейлици, византийци, българи, сърби и албанци, Баязид се насочва към Караман. В битката при Чорумлу османците претърпяват поражение и изглежда през следващите месеци Баязид е принуден да връща под своя власт васалите си в Северен Анадол, достигайки на изток до река Къзълърмак. През 1392 година Баязид и Мануил подготвят флот, с който да затвърдят османските позиции в Северен Анадол и да превземат Синоп, но започналата война с Унгария предотвратява похода.

### Балкански кампании
През първите години на управлението на Баязид основните османски сили се намират в Анадола, но отделни отряди продължават набезите срещу сръбските държави на Балканите. През май 1392 година унгарският крал Сигизмунд Люксембургски изпраща свои войски в региона. С няколкомесечна успешна кампания Баязид го отблъсква и превръща в свои васали моравския княз Стефан Лазаревич, косовския деспот Вук Бранкович и зетския княз Георги II Страцимирович Балшич. Заплашен от превземане е и Драч и за да избегне това, християнският му владетел го предава на Венеция.
След подчиняването на Сърбия Баязид се насочва срещу Търновското царство. Причините за това не са изяснени, като според някои хипотези цар Иван Шишман отхвърля османския сюзеренитет за сметка на унгарския. През лятото на 1393 година столицата Търново е превзета, но Иван Шишман остава да управлява част от дотогавашните си владения от Никопол.
Зимата на 1393 година Баязид се намира в Сяр, където събира много от влиятелните си християнски васали – византийския император Мануил II Палеолог, велбъждкия деспот Константин Драгаш, пелопонеския деспот Теодор I Палеолог и моравския княз Стефан Лазаревич. По това време султанът пътува и на юг в Гърция, където завзема повечето земи на франкското херцогство Салона.
Няколко месеца по-късно османците вече са във война с Империята и обсаждат Константинопол, като императорът обмисля възможността да се евакуира с венецианска помощ. Блокадата на града продължава до 1402 година, но основните османски сили и самият султан не участват активно в нея.
След пролетта на 1394 година османски войски, водени от Евренос, действат успешно в Пелопонес, възползвайки се от взаимните вражди между местните владетели. Нападенията им в областта, както и срещу острови и кораби в Егейско море, продължават и през следващите години, като по-сериозна съпротива им оказва само Венеция.

### Никополският поход
През 1395 година Баязид оглавява нов поход на северозапад, преминава през Белград и Темешвар и влиза във Влашко където се сблъсква с местния владетел Мирчо Стари в битката при Ровине. В боя загиват османските васали Константин Драгаш и Крали Марко, но османците надделяват. Успехът им обаче не е траен и малко по-късно с унгарска помощ Мирчо Стари си връща властта. На връщане от този поход Баязид превзема Никопол и екзекутира последния търновски цар Иван Шишман, обвинявайки го, че е изпратил войски в помощ на Мирчо Стари.
Съперничеството на Баязид с Унгария достига своя връх през 1396 година, когато крал Сигизмунд успява да организира кръстоносен поход, в който се включват военни контингенти от Унгария, Бургундия, Венеция, Франция, Англия и Свещената Римска империя. Съюзническите войски се придвижват по течението на Дунав, като към тях се присъединяват видинския цар Иван-Срацимир и влашкия владетел Мирчо Стари, и обсаждат Никопол. Малко по-късно край града се явяват основните османски сили, начело със султан Баязид, които удържат решителна победа в последвалата битка при Никопол. Бургундският херцог Жан Безстрашни е пленен, а крал Сигизмунд трябва да се спасява с кораб през Константинопол и Венеция. След този успех Баязид унищожава Видинското царство и опустошава голяма част от Унгария до Буда.

### Разгромът на Караман
Възползвайки се от войните на Балканите, караманският емир Алаеддин напада османските владения в Мала Азия и пленява анадолския бейлербей Кара Тимурташ. През 1397 година основните османски сили са прехвърлени в Анадола и водени от Баязид се насочват срещу Караман. Той постига решителна победа, убивайки Алаеддин и завземайки столицата Кония и крепостите Ларенде, Аксарай, Девелю Карахисар и Акшехир. След това Баязид се насочва срещу Бурханеддин и през март 1398 година му отнема Амасия.
През лятото на същата година той присъединява бейлика Самсун, за управител на който е назначен Искендер бей, син на последния търновски цар. В края на 1398 година Бурханеддин загива в сблъсъци с рода Аккоюнлу, след което Баязид завладява Сивас, като границите на земите му достигат до владенията на мамелюците. След двумесечна обсада той превзема техния преден пост Малатия.

### Поражение от Тимур
Достигайки Сивас и Малатия, османската експанзия на изток се сблъсква с разширяващата се на запад империя на барлаския владетел Тимур. Двете страни скоро влизат в конфликт, като победените водачи на Аккоюнлу намират убежище при Тимур, а някои други местни владетели, заплашени от Баязид също се обръщат за помощ към него.
През лятото на 1400 година Тимур завзема Сивас. През следващите месеци той воюва на юг в Сирия и Ирак и Баязид се възползва от това, за да превземе Ерзинджан. През пролетта на 1402 година Тимур потегля от Арцах към Ерзинджан, превземайки крепостта Кемах. Оттам той се насочва към Анкара, където изчаква основната армия на Баязид, с която влиза в решителна битка на 28 юли 1402 година. Османската армия претърпява тежко поражение, като от нея дезертират много от тюркмените, както и войски от анексираните анадолски бейлици, чиито бивши владетели сега са в лагера на Тимур. Самият султан Баязид и малолетният му син Мехмед са пленени.
След едногодишно пленичество Баязид умира на 9 март 1403 г. в град Акшехир. Погребан е в Бурса от сина си Муса Челеби. Със смъртта на Баязид I Османската империя остава без султан за 11 години.

## Бракове и деца
Майка му е валиде султан Гюлчичек Хатун (родена Мария ок. 1335), етническа гъркиня.

### Бракове
- Девлет Хатун (ок. 1381), дъщеря на Сюлейман Шах (Şah Çelebi) от Гермиян; майка на султан Мехмед I;
- Деспина Оливера, Деспина Хатун (1389), дъщеря на княз Лазар от Сърбия;
- Хафса Хатун (1390), дъщеря на Иса Бей от Айдън;
- Султан (Девлет) Хатун, дъщеря на Шабан Сули Бей от Дулкадир;

### Деца
- Ертугрул Челеби, неизвестна майка
- Сюлейман Челеби (1377 – 1411), съ-султан на Румелия, неизвестна майка
- Иса Челеби (1380 – 1406), губернатор на Анатолия, от Девлетшах Хатун
- Мехмед Челеби (1389 – 1421), губернатор на Анатолия, по-късно султан Мехмед I Челеби (1413 – 1421), от Девлет Хатун
- Мустафа Челеби (1380 – 1402/1422), неизвестна майка; убит при Ангора / или обесен;
- Муса Челеби (1380 – 1413), султан на Румелия (1410 – 1413), от Девлет Хатун
- Шехзаде Муса – син
- Шехзаде Касим – син
- Шехзаде Юсуф – син, става християнин, сменя името си на Деметрий[23]
- Ерхонду Хатун – дъщеря
- Хунди Хатун – дъщеря
- Фатма Хатун – дъщеря